# 奕緒
貝子奕緒（1791年7月7日—1858年7月18日），貝勒綿懿第一子，生母為嫡夫人侍郎明興之女沙濟富察氏，循郡王系第三代。

## 生平
乾隆五十六年六月（1791年）出生，嘉慶四年三月（1799年）受封輔國將軍品級，三月初八日，奕緒既在上書房讀書著施恩賞輔國將軍品級戴二品頂戴；嘉慶十四年正月（1809年）接替父親成為循郡王第三代，惟循郡王並非世襲罔替的爵位，因此他的封爵僅為貝子。
道光二十年六月初七日，宗人府宗令載銓奏為審擬已革總兵琦琛遣控奕緒家人春玉搶奪什物案事， 六月初九日，載銓奏為遵議奕緒任性妄為革去固山貝子事，後復貝子之位。道光二十六年二月，奕緒患病著免去族長散秩大臣加恩賞半俸調養。
咸豐八年六月（1858年）去世，虛齡六十八岁，由次子載遷襲封循郡王系第三代，惟需遞降為奉恩鎮國公襲封。

## 妻妾
- 嫡夫人輝發納喇氏，嘉慶十二年二月十二日，戶部為知照主事伊綿泰之女與奕緒二造星命相合等事致內務府。
- 側室張氏，出身待考。
- 妾趙氏，出身待考。
- 妾魏氏，出身待考。
- 兄弟：已革二等輔國將軍奕經、已革二等鎮國將軍奕紀。